# Ложный Босфор
Ложный Босфор — местность в Турции. Представляет собой низменный песчаный берег между озером Дурусу и Чёрным морем с устьем реки Богаз. С востока берег ограничивают склоны возвышенности, лежащей к югу от мыса Карабурун. С запада Ложный Босфор ограничен цепью холмов, идущих вдоль берега. Ложный Босфор похож на северный вход в пролив Босфор, тем более, что озеро Дурусу имеет значительное протяжение и ограничено с юга высоким берегом. Поэтому эта местность называется Ложный Босфор.
В него легко можно попасть в случае, если вход в настоящий Босфор окутан дымкой. Судно, оказавшееся в ловушке Ложного Босфора, неминуемо погибало.